# Kleine rog
De kleine rog (Leucoraja erinacea) is een rog uit de familie Rajidae. Deze kraakbeenvis komt voor in kustwateren met een grind- of zandbodem, in het westelijk deel van de Atlantische Oceaan van Nova Scotia tot North Carolina. De kleine rog is 40 tot 50 cm groot, maar kan de 54 cm bereiken. De kleur varieert van grijsachtig tot verschillende schakeringen bruin, waarbij de randen lichter zijn dan het midden op de rug. De meeste kleine roggen hebben donkere stippels op de rug. De onderzijde is wit of grijs. 

## Natuurbeschermingsstatus
Kleine roggen komen voor tot op een diepte van 90 m. De kleine rog is zeer gevoelig voor overbevissing door visserij met bodemsleepnetten. Zo bestaat er in de omgeving van Rhode Island een gerichte visserij op roggen die gebruikt worden als aas bij de kreeftenvisserij. De soort staat als kwetsbaar op de internationale Rode Lijst van de IUCN.

## Voetnoten
1. 1 2  (en) Kleine rog op de IUCN Red List of Threatened Species.
2. ↑  Sulikowski, J., Kulka, D.W. & Gedamke, T. 2008. Leucoraja erinacea. In: IUCN 2010. IUCN Red List of Threatened Species. Version 2010.1. <www.iucnredlist.org>. Downloaded on 18 March 2010.